# Däck (hjul)

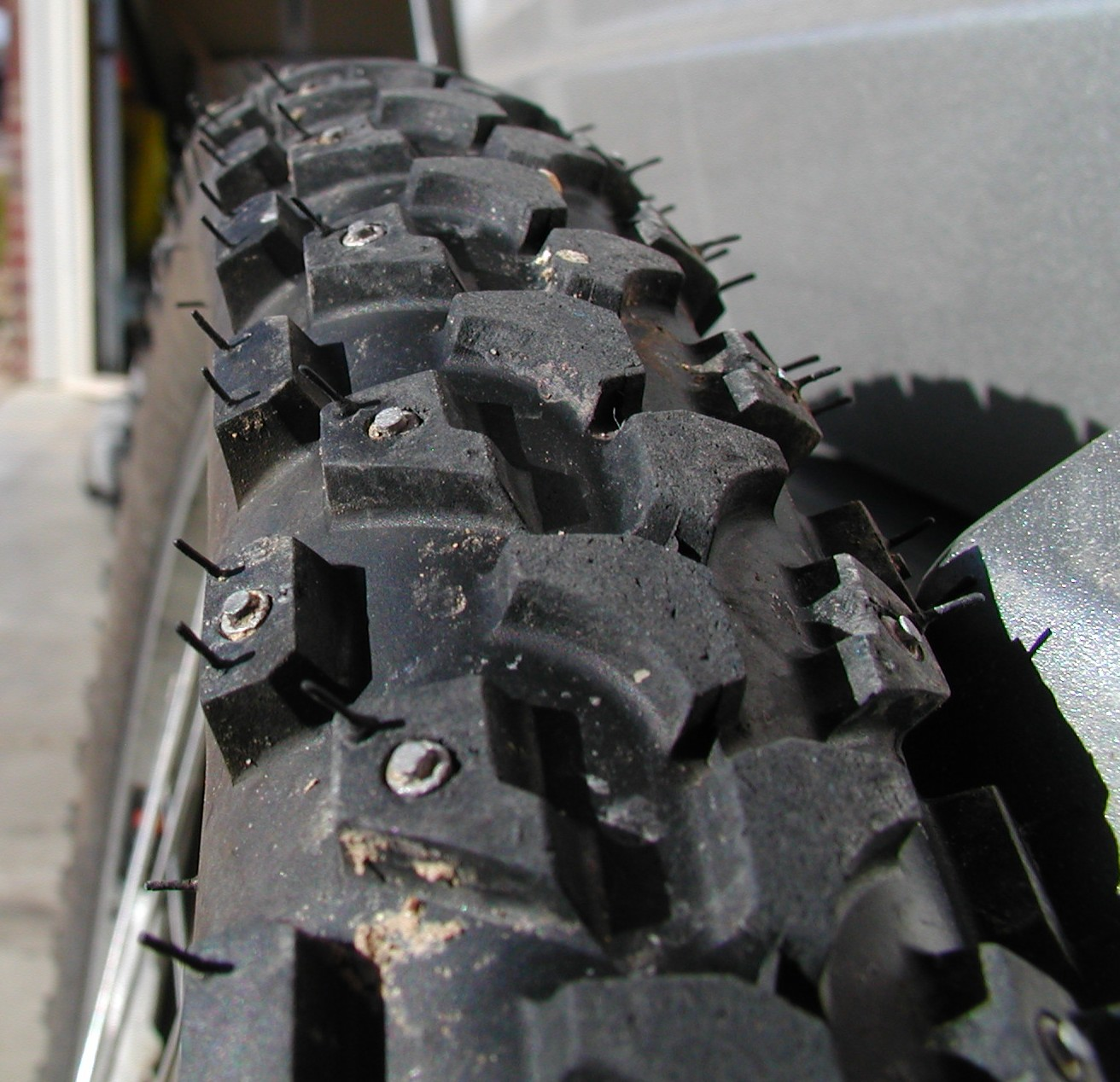
Dubbdäck på en mountainbike.

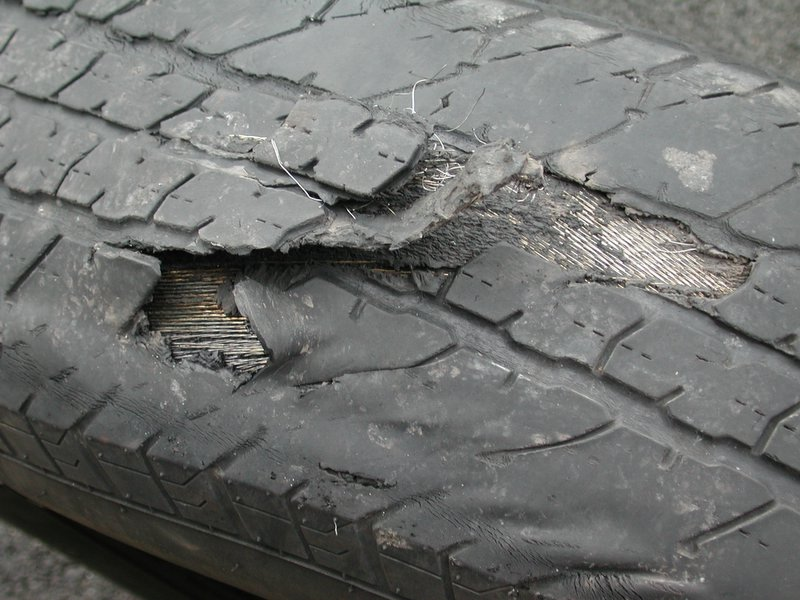
En skada hos det slitna bildäcket visar en del av den stålspunna stommen.

Ett däck är en ring av gummi omkring ett hjuls omkrets (vanligtvis en fälg). Förutom gummi består det också av 200 andra material inklusive metaller som titan och kobolt. Däck är oftast svarta.
Betydelse av däckmärkning / däckbeteckning / däckstorlek:
Alla däck har en märkning på sidan som informerar om storlek. Ett vanligt bildäck är märkt till exempel: 205 / 55 R 16.
Detta betyder att däcket är 205 mm brett och att profilen (höjden på sidan av däcket) är 55 % av bredden, samt att det är avsett för en 16 tums fälg. Bokstaven R står för att det är ett radialdäck, vilket i princip alla moderna däck är.
Man kan ha olika fälgstorlekar på en bil, men då måste man använda ett däck som är anpassat till fälgstorleken, annars blir däcket för litet eller för stort i sin ytterdiameter och kan ta i bilens skärmkanter eller inne i hjulhusen när man gör större rattrörelser vid till exempel parkering. Dessutom kan bilens hastighetsmätare visa fel hastighet och kilometerräkning. Bilprovningen godkänner inte däck med fel ytterdiameter.
Exempel på däck med samma ytterdiameter, men med olika fälgstorlek:
205 / 55 R 16
och 205 / 50 R 17.
Det vill säga, ökar man fälgens tum, så måste man minska däckets profil för att behålla samma ytterdiameter.
Däckets funktion är bland annat att ge grepp mot underlaget, dämpa vibrationer och skydda hjulet mot slitage. Det är vanligast med luftfyllda däck men däck kan även vara fyllda med till exempel vätska eller vara solida. Moderna bilar använder slanglösa däck men till exempel cykeldäck är ofta försedda med en innerslang. Slanglösa däck (UST) börjar dock komma på cyklar av mountainbike-typ.

## Historia

### Ståldäck
De tidigaste däcken bestod av slitstarka stålband som spänts kring trähjul, vilka användes på kärror och vagnar. Hjulmakaren mätte upp däcket och tillpassade det nätt mot hjulet, varefter det hettades upp i smedjans eldstad, monterades på hjulet och slutligen kyldes ned. Temperatursänkningen fick stålet att dra ihop sig, vilket gjorde att det band ihop hjulet.

### Luftfyllda gummidäck

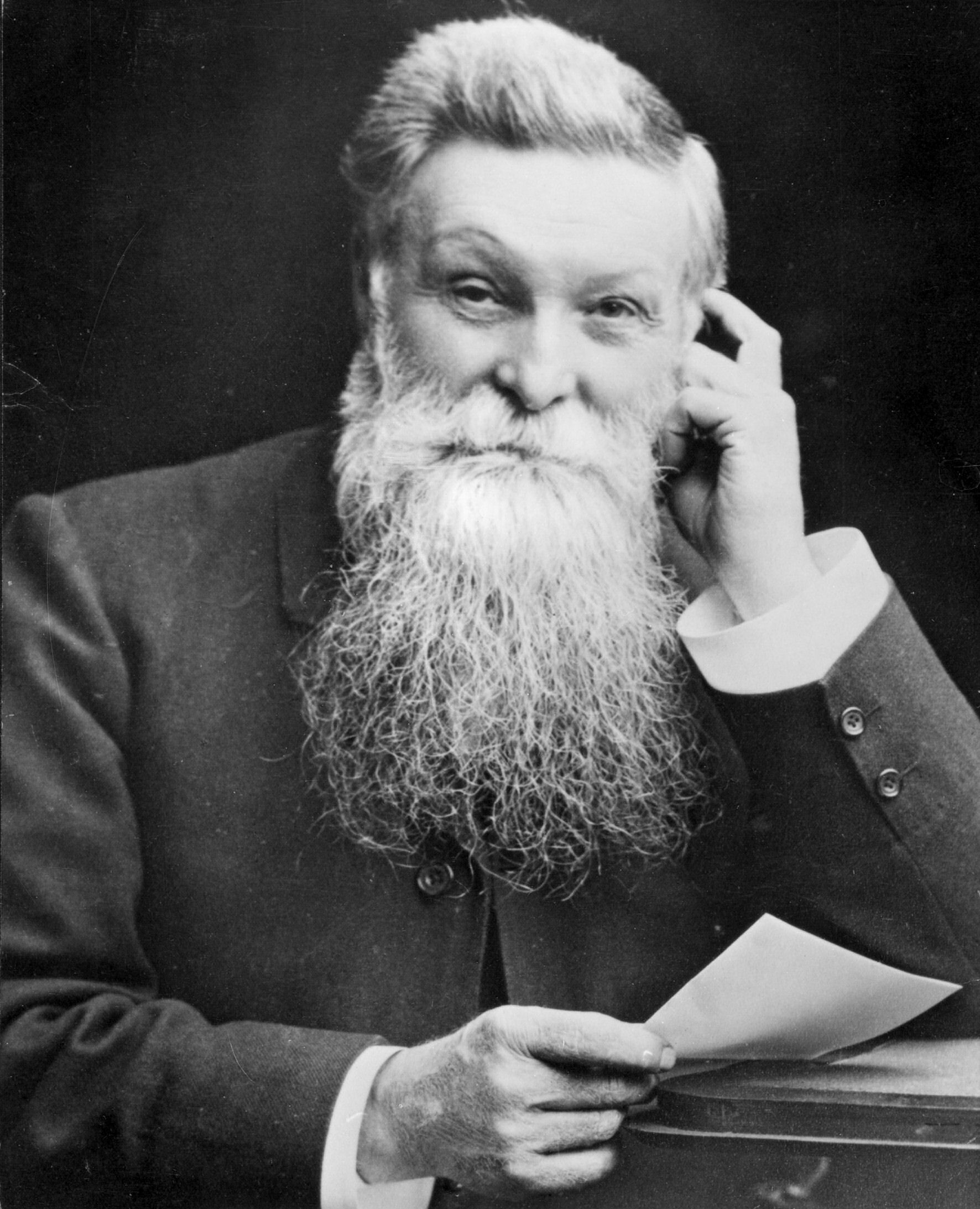
John Boyd Dunlop tillverkade det första luftfyllda däcket

Det första luftfyllda däcket gjordes av skotten John Boyd Dunlop, år 1880, i ett försök att förebygga den huvudvärk hans son fick under cykling på ojämna vägar. Dunlop beviljades senare patent, men detta ogiltigförklarades så småningom på grund av att uppfinningen ansågs vara känd teknik lanserad långt tidigare av Robert William Thomson. 
Idag tillverkas de flesta däck av en flexibel elastomer, så som gummi, förstärkt med en stomme av tyg eller (stål-)tråd. De första däckföretagen grundades i början av 1900-talet, och växte i samarbete med bilindustrin. Idag tillverkas över 1 miljard däck per år i över 400 däckfabriker.
Fram till 1970-talet var bildäck ofta av diagonaltyp, men idag är radialdäcken helt dominerande.

### Kronologi
- 1843 - Charles Goodyear återupptäckte vulkanisering. Denna teknik var känd redan 1600 f.Kr. hos Olmecfolket i Mellanamerika, vilka vulkaniserade naturgummi med hjälp av saften från en vild vinranka[3].
- 1846 - Robert William Thomson utarbetade teorin om ett luftfyllt däck och beviljades patent.
- 1880 - John Boyd Dunlop började tejpa däck till cykelhjul.
- 1888 - Det första kommersiella luftfyllda cykeldäcket tillverkades av Dunlop.
- 1889 - Dunlop beviljades patent på luftfyllda gummidäck i Storbritannien.
- 1889 - Adolphe Clément såg ett Dunlopdäck i London och köpte rätten att tillverka däcket i Frankrike för 50 000 francs.
- 1890 - Dunlop och William Harvey du Cros inledde däcktillverkning på Irland; förbättrad konstruktion gjorde tejpning av däck på fälg onödig.
- 1891 - Dunlops patent ogiltigförklarades till förmån för Thomsons.
- 1891 - Bröderna Michelin beviljades patent på ett löstagbart däck, vilket användes av Charles Terront för att vinna världens första långlopp på cykel, Paris-Brest-Paris.
- 1893 - Bomullsförstärkta stommar kom i bruk.
- 1894 - E.J. Pennington uppfann ballongdäcket.
- 1895 - Michelin introducerade luftfyllda bildäck, André Michelin använde däck med stomme i Paris-Bordeaux-Paris-rallyt.
- 1900 - Däckstomme infördes hos BF Goodrich.
- 1903 - Goodyear Tire Company beviljades patent på slanglösa däck, vilket dock inte infördes förrän 1954 av Goodyear på Packard[4]
- 1904 - Även Goodyear och Firestone började tillverka däck med stomme. Delbara fälgar infördes, vilket gjorde det möjligt för bilisterna att själva laga sina punkteringar.
- 1906 - Luftfyllda däck användes för första gången på ett flygplan.
- 1908 - Frank Seiberling uppfann däckmönster, vilket gav radikalt förbättrad väghållning på våt/slirig vägbana.
- 1910 - Silvertown Rubber Company i London blandade in kimrök i det vita gummit för att skydda det mot solens strålning och därigenom öka hållbarheten.
- 1919 - Goodyear och Dunlop lanserade luftfyllda däck för tunga fordon.
- 1929 - Massiva däck upphörde att användas på bilar.
- 1937 - BF Goodrich introducerade däck av kommersiellt syntetiskt gummi.
- 1938 - Goodyear introducerade däckstommar av rayon.
- 1946 - Michelin introducerade radialdäck.
- 1947 - Goodyear introducerade däckstommar av nylon.
- 1947 - BF Goodrich lanserade slanglösa däck[5].
- 1963 - Goodyear introducerade däckstommar av polyester.
- 1968 - Förenta staternas Department of Transportation (DOT) klassningsmärke krävs på nya däck i USA.
- 1974 - Pirelli införde lågprofildäck.

## Mekaniska egenskaper
Till däckets viktigaste mekaniska egenskaper hör dess styvhet, lastkänslighet, kontaktyta/"fotavtryck", sidofriktion, slipvinkel, rullmotstånd, styrutväxling samt massa, se Fjädringssystem och Fordonsdynamik.

## Hastighetsindex för bildäck
Däckets hastighetsindex finns på däckets sida. Exempelvis 205/55-R16 H, här är det bokstaven H som är däckets hastighetsindex , alltså däckets rekommenderade maxhastighet är 210 km/h (se tabell).
Vinterdäck har som regel ett lägre hastighetsindex än vad ett sommardäck har, det beror bland annat på att vinterdäcket har ett grövre mönster och en mjukare gummiblandning, vilket resulterar i att det blir ostadigare i höga hastigheter.
| Hastighetsindex | maxhastighet [km/h] |
| --------------- | ------------------- |
| J               | 100                 |
| L               | 120                 |
| M               | 130                 |
| N               | 140                 |
| P               | 150                 |
| Q               | 160                 |
| R               | 170                 |
| S               | 180                 |
| T               | 190                 |
| U               | 200                 |
| H               | 210                 |
| V               | 240                 |
| W               | 270                 |
| Y               | 300                 |
| ZR              | 240 +               |
| ZR+Y            | 300 +               |

## Racingdäck
Racingdäck (så kallade R-däck) har mycket styva däckssidor, vilket gör att de inte kränger som vanliga gatdäck vid hård körning på bana. De har också en speciellt mjuk gummiblandning, vilken ger extremt bra grepp och ökar därmed bilens prestanda vid främst kurvtagning. Till nackdelarna hör kort livslängd (sällan mer än 400–500 mil ens vid mjuk körning), lågt motstånd till vattenplaning samt att fordonet kan utsättas för avsevärt högre krafter än med gatdäck. Respektive racingseries reglemente listar vilka däckfabrikat/-modeller som tillåts. 

## Lastbilsdäck
Källa: 

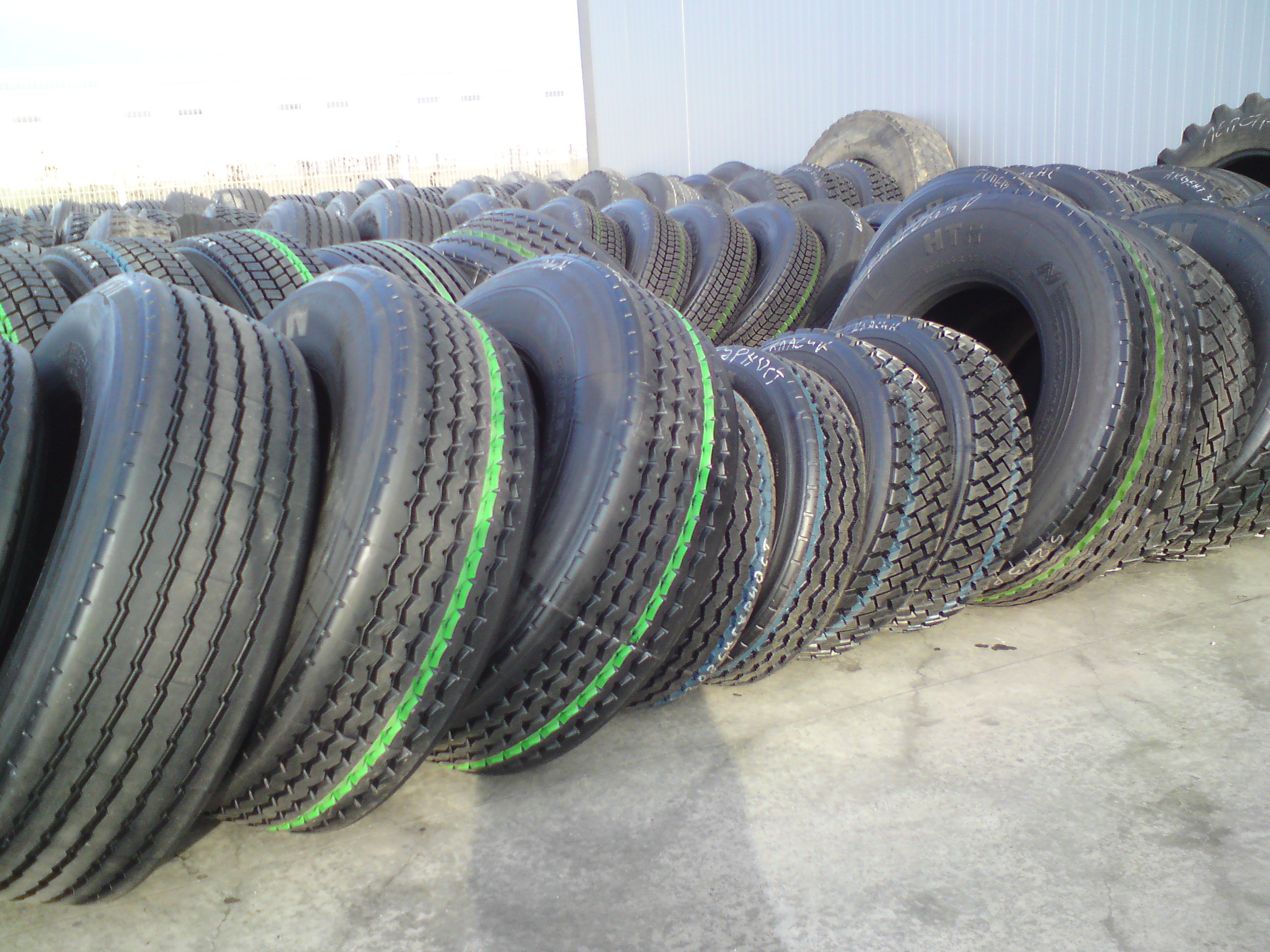
Lastbilsdäck.

Lastbilars däck delas in i tre grupper:
- Styrdäck
- Drivdäck
- Trailerdäck

I Norden indelas varje grupp i följande undergrupper:
- Standard åretrunt väg
- Vinterdäck, dubbade och odubbade
- Special (inklusive terräng)

Trailerdäck finns både som tvillingmonterade/parmonterade smala däck och som breda enkelmonterade däck, såsom Super Single(R). Många skogsåkare föredrar tvillingdäck av stabilitetsskäl på smala svaga grusvägar, medan de flesta godsspeditörer föredrar breda enkelmonterade däck av bland annat ekonomiska och miljömässiga skäl.
Ett stort problem är att trailerdäcken slits mycket ojämnt mellan axlarna. Med miltalsindex 100 på bakersta traileraxeln, får mellersta axeln index 250 och den främre traileraxeln 150. Det är viktigt att man inte slentrianmässigt byter de mest slitna däcken, utan dessutom byter plats med de däck som inte ännu är utslitna. Ekipagets stabilitet kan bli farligt låg, om inte den bakersta traileraxeln har de bästa däcken. Vintertid rekommenderas att den bakersta traileraxeln förses med vinterdäck anpassade för drivaxelmontage, även om övriga trailerdäck är av året runt-typ.
Det finns i Sverige inte någon generell lag mot dubbdäck på tunga fordon. Trots det, är det ovanligt med dubbdäck på lastbilar och bussar. En förklaring är att stommar till lastbilsdäck som varit dubbade inte anses lämpliga att regummera. Eftersom regummering är en viktig förutsättning för bra däckekonomi i transportnäringen, innebär detta att dubbdäck vore tämligen kostsamma för åkerier och bussbolag.
För vissa lastbilstransporter på ishala vintervägar kan det vara direkt olämpligt med snökedjor som bullrar och kan ge gnistbildning, till exempel vid transport av grisar och andra stresskänsliga djur, liksom vid transport av vissa typer av farligt gods. I dessa fall kan dubbade däck vara en bra lösning. 

### Rullmotståndhos lastbilsdäck
73 % av energiförlusten sker via däckets krona. Av detta förloras nästan hälften via mönstret. Drivaxelns däck har större mönsterdjup (nya: cirka 20 mm) än övriga däck (ca 15 mm). Därmed har drivdäcken också större rullmotstånd än övriga däck. Vinterdäck har av samma skäl jämförbart rullmotstånd med drivdäck.
Rullmotstånd beräknas som produkten av hjullast × däckets rullmotståndskoefficient. För ett lastat vanligt EU-semitrailer-ekipage fördelas rullmotståndet cirka 16 % på styraxeln, 27 % på drivaxeln och 57 % på traileraxlarna (3 st).
Vid landsvägskörning svarar rullmotståndet för mellan 25 och 50 % av lastbilens drivmedelsförbrukning. Övriga energiförbrukare är luftmotstånd (upp till 50 % vid landsvägsfart) samt fordonets tröghet (vid acceleration efter korsningar, tvära kurvor, gupp och andra hinder). För ett långtradarekipage medför 5 % sänkt rullmotstånd cirka 1 % sänkt drivmedelsförbrukning.
Rullmotståndet ökar vid lågt lufttryck i däcket. En tumregel är att 10 % lägre tryck ger 1 % ökad drivmedelsförbrukning. 
Det kan vara mycket krångligt att kontrollera/justera lufttrycket i det inre av parmonterade driv- eller trailerdäck.
Rullmotståndet beror även av vägytans textur och vägojämnheter.

### Regummering av lastbilsdäck
Regummering är en viktig faktor för åkeriers däckekonomi.
Det är inte lämpligt att använda regummerade däck på styraxeln.
En däckstomme som använts i dubbat vinterdäck är inte lämplig att regummeras.
Både drivdäck och trailerdäck lämpar sig att regummeras. Dock inte vintertid på bakersta traileraxeln.

## Kvävgas i däck
Kvävgas används i flygplansdäck i stället för luft. Flygning sker på höjder där temperaturen kan vara så låg som -40 °C och fukt i däcken kan frysa och orsaka vibrationer och balansproblem vid landning. Detta problem elimineras genom användning av kvävgas. Motorsport i sin tur handlar om att få varje sekundfördel som är möjlig,  och användandet av kvävgas i däcken kan minska tryckvariation orsakad av temperaturförändringar vilket kan höja prestandan.

## Andra betydelser
Tidigare kallades däck ofta ringar. Detta har gett upphov till slangordet bilring, vilket är en fettvalk kring midjan. Uttrycket är inspirerat av Michelins reklammaskot Bibendum.